# Soldiers Pay
Pour plus de détails, voir Fiche technique et Distribution.
Soldiers Pay est un film documentaire américain réalisé par Tricia Regan, David O. Russell et Juan Carlos Zaldívar, sorti en 2004.

## Fiche technique
- Titre français : Soldiers Pay
- Réalisation : Tricia Regan, David O. Russell et Juan Carlos Zaldívar
- Scénario : David O. Russell
- Pays de production :  États-Unis
- Format : Couleurs - 35 mm
- Genre : Film documentaire
- Durée : 35 minutes
- Date de sortie : 
  - États-Unis : 17 septembre 2004